# ツリー島
ツリー島（英語: Tree Island、中国語: 赵述岛、趙述島、ベトナム語：Đảo Cây / 島核）は、西沙諸島（パラセル諸島）北東部のアンフィトリテ諸島（英語: Amphitrite Group、中国語: 宣徳環礁）の北部に位置する島である。同諸島に属するウッディー島とともに環礁を形成している。

## 地理
- 位置： 北緯16度59分 東経112度16分 / 北緯16.983度 東経112.267度
- 気候 - 熱帯（平均気温26.5℃）

## 領有をめぐる状況
1974年以降、中華人民共和国が実効支配しているが、中華民国（台湾）とベトナム社会主義共和国も領有権を主張している。
中国人民解放軍、中国人民武装警察部隊などが居住している。中国は、2015年以降、港湾の浚渫や約10haの埋め立てを行い、ヘリパッド、風力発電施設、太陽光発電施設を完成させている。

## 歴史
- 1930年代 - ベトナムの宗主国であったフランスが気象台を建設した。
- 1974年 - ベトナム共和国（南ベトナム）と中華人民共和国の紛争の後、中華人民共和国が占拠。